# Hawke Hill Ecological Reserve
Die Hawke Hill Ecological Reserve ist ein Naturschutzgebiet auf der zur kanadischen Provinz Neufundland und Labrador gehörenden Insel Neufundland. Es wurde 1990 als provisorisches Reservat eingerichtet. 1992 erhielt das Schutzgebiet seinen heutigen Status. Das Schutzgebiet besitzt eine besondere Pflanzenwelt.

## Lage
Das 1,3 km² große Schutzgebiet befindet sich auf der Avalon-Halbinsel 40 km südwestlich von St. John’s. Etwa einen Kilometer nördlich verläuft der Trans-Canada Highway. Das Schutzgebiet liegt auf einer Höhe zwischen 240 m und 280 m.

## Flora
Im Parkgebiet gedeiht eine arktisch-alpine Flora. Zu dieser gehört neben der Gattung Diapensia die Alpen-Bärentraube, die Schwarze Krähenbeere sowie Sibbaldiopsis tridentata Ferner wächst im Schutzgebiet Krummholz (tuckamore) aus Tannen und Fichten.